# Centre Cultural Blanquerna
El Centre Cultural Blanquerna és un centre cultural de la delegació de la Generalitat de Catalunya a Madrid, ubicat al carrer Alcalá, 44.

## Història
El 1993 Josep Gomis, delegat de la Generalitat a Madrid, va crear una primera versió del centre al carrer Serrano número 1. Amb el temps va arribar a organitzar una mitjana de 70 actes culturals l'any.
Pasqual Maragall, llavors president de la Generalitat de Catalunya va inaugurar el centre a la seva ubicació actual el juny de 2005, juntament amb el delegat de la Generalitat a Madrid, Santiago de Torres i qui en aquella època erra l'alcalde de Madrid, Alberto Ruiz-Gallardón. Fou, alhora, l'estrena de la primera exposició, Lluis Carandell, periodista, que formava part de la sèrie Personatges destinada a mostrar la vida i l'obra de noms coneguts. Poc després tindria lloc la següent mostra amb Adolfo Marsillach: tan lluny tan a prop, ambdues de producció pròpia i comissariades pel periodista i escriptor Ignasi Riera. Progressivament l'activitat del centre va anar creixent fins als 200 actes anuals de 2014. A més, el centre compta amb unes Aules de Català (inaugurades l'octubre de 1993) que superen els 300 alumnes, la majoria castellanoparlants, una llibreria (l'única especialitzada en temàtica catalana a Madrid) amb un fons de més de 15.000 títols (en diferents idiomes) i una Oficina de Turisme de Catalunya que ofereix diàriament informació al públic.
El Centre Cultural Blanquerna s'ha convertit en l'espai de referència de la cultura catalana a Madrid. També participa en La Noche de los Libros, a La Semana de la Ciencia i tots els anys, en el decurs del mes d'abril i amb motiu de la celebració de Sant Jordi, organitza la Setmana de la Cultura Catalana en la qual hi participen diverses institucions madrilenyes.

### Assalt ultradretà
Un grup d'unes quinze persones d'extrema dreta amb banderes espanyoles preconstitucionals, de la Falange i Alianza Nacional van assaltar l'acte institucional de la Diada a Madrid, que se celebrava a la llibreria Centre Cultural Blanquerna de la capital espanyola. Van agredir algunes de la seixantena de persones presents, com el diputat Josep Sánchez i Llibre, van provocar destrosses al mobiliari urbà i van tirar gas vesicant, mentre cridaven «No ens enganyen, Catalunya és Espanya». Va acabar amb cinc ferits lleus, entre els quals una nena de quatre anys, per contusions i l'efecte del gas.

## Etimologia
L'origen del nom Blanquerna es troba en el protagonista de l'obra Llibre d'Evast e Blanquerna que personalitza l'esperit inquiet, reflexiu i emprenedor dels homes cultes de l'època medieval. Fou escrit l'any 1283 per Ramon Llull, filòsof, poeta, místic, teòleg i missioner mallorquí del segle xiii. És considerat com un dels pares del català literari i dels primers a utilitzar una llengua neollatina per a expressar coneixements filosòfics i científics.

## Activitats

### Actuacions
Des de la seva fundació, d'entre molts altres noms, han participat: escriptors com ara Rosa Regàs, Almudena Grandes, Vicente Verdú, Carme Riera, Emilio Lledó, Anna Maria Moix, Marta Pessarrodona, Julia Navarro, Matilde Asensi, Eduardo Mendoza, Eduardo Mendicutti, Xavier Bru de Sala, Sebastià Alzamora, Antonio Gómez Rufo, Joan Francesc Mira; els poetes Joan Margarit, Angelina Gatell, Luís García Montero, Manuel Rico, Julieta Valero o Jordi Doce; historiadors i acadèmics com Angel Viñas, Mary Nash, Carlos Berzosa; el món de la música amb Toti Soler, Gerard Quintana o José Mercé; actors com Loles León] o El Brujo en un homenatge a Pepe Rubianes; els cineastes Isabel Coixet i Ventura Pons; el filòleg Martí de Riquer; l'arquitecte i director d'obres de la Sagrada Família Jordi Bonet; el filòsof Rafael Argullol; els actors i directors teatrals Joan Ollé, Mario Gas, Vicky Peña, Montserrat Carulla, Juan Echanove; l'actriu i cantant Ana Belén interpretant La Plaça del Diamant de Mercè Rodoreda; el futbol amb Vicente del Bosque, o un Boris Izaguirre participant en un homenatge pòstum a l'escriptor Terenci Moix.

### Exposicions i homenatges
Al CCBlanquerna s'ha presentat des de l'art català més innovador i el món del disseny amb noms de referència, fins a l'obra inèdita de les primeres fotògrafes de Catalunya, la figura d'un Pau Casals compromès amb la causa de la pau i la democràcia, o la mostra Gaudí Lab que va exhibir, per primera vegada a Madrid, obres originals, com ara el banc litúrgic de la Cripta de la Colònia Güell, el compàs de picapedrer i el llibre de condolences juntament amb el condol del Rei Alfons XIII per la mort de l'arquitecte.
També s'han organitzat homenatges pòstums a figures com Josep Maria de Sagarra, Ernest Lluch, Francesc Pi i Margall, Maria Mercè Marçal, Terenci Moix, Pere Calders, Joan Oliver –Pere Quart-, Xavier Montsalvatge, Ovidi Montllor o Manuel Vázquez Montalbán i s'ha donat a conèixer el Josep Pla cronista parlamentari o la poesia de Joan Salvat-Papasseit, a més de preparar commemoracions oficials amb motiu de l'Any Rusiñol, Any Rodoreda, Any Maragall, Any Espriu. Any Gaudí o Any Vinyoli.
En l'àmbit de les exposicions es va habilitar el Racó del Fotògraf, l'aparador de la millor fotografia amb mostres com per exemple la Barcelona dels anys 60 en blanc i negre vista per Eugeni Forcano; Huellas, d'Humberto Rivas, testimoni de les petjades del temps transcorregut des de la Guerra Civil; Tíbet en el corazón, de Roser Vilallonga; o Nova Avantguarda. Fotografia catalana dels anys 50 i 60, amb imatges de reconeguts professionals com Francesc Català-Roca, Xavier Miserachs, Ramon Masats, Oriol Maspons, Toni Catany o Leopold Pomés.
També ha tingut molt bona acollida el fotoperiodisme de la Primavera Àrab, de Samuel Aranda, i la Mostra de Fotoperiodistes: Girona 2012, amb imatges quotidianes de noms actuals com ara Tino Soriano, Dani Duch, Pere Duran, Inma Sainz de Baranda, Llibert Teixidó o Robin Townsend entre d'altres. Una de les darreres exhibides en aquest espai va ser Els ulls dels pobres, que uneix el treball del fotoperiodista Joan Guerrero amb reflexions de Pere Casaldàliga, religiós missioner, defensor dels drets humans, que ha dedicat una gran part de la seva trajectòria als més necessitats al Brasil.